# Qa'a
Qa'a (... – 2925 a.C.) è stato un faraone appartenente alla I dinastia egizia.
Questo sovrano è considerato l'ultimo della I dinastia egizia.

## Biografia

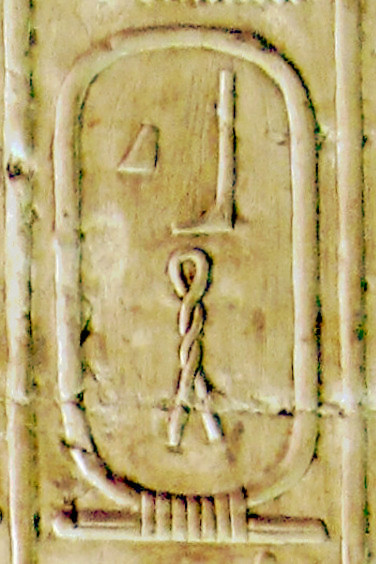
Nome di Qa'a sulla lista reale di Abido

I fatti avvenuti durante il suo regno sono quasi del tutto sconosciuti e non è neppure noto il motivo della cesura tra I e II dinastia (in effetti il Canone Reale elenca i re di queste due dinastie in sequenza, senza soluzione di continuità).
I pochi elementi ricavabili dalla documentazione archeologica fanno supporre che durante il regno di questo sovrano vi siano stati progressi nella tecnica costruttiva con l'introduzione della volta aggettante.
La grande tomba di Qa'a, (tomba Q) nella necropoli di Umm el-Qa'ab, nei pressi di Abido, è ancora attorniata, come altre della I dinastia, da numerose sepolture secondarie di cortigiani, forse, sacrificati alla morte del loro signore. Nel 1990 presso l'ingresso della sepoltura è stato rinvenuto un sigillo riportante il nome di Hotepsekhemwy, circostanza che conferma come quest'ultimo sovrano sia stato il successore di Qa'a, di cui curò le cerimonie funebri e l'inumazione.

## Liste Reali
| N29 | D58 | V28 |

| N29 | D58 | V28 |

| N29 | D58 | V28 |

| N29 | D58 | V28 |

| N29 | D58 | V28 |

| N29 | D58 | V28 |

| N29 | D58 | V28 |

| N29 | D58 | V28 |

| N29 | D58 | V28 | w | W15 |

| N29 | D58 | V28 | w | W15 |

| N29 | D58 | V28 | w | W15 |

| N29 | D58 | V28 | w | W15 |

| N29 | D58 | V28 | w | W15 |

| N29 | D58 | V28 | w | W15 |

| N29 | D58 | V28 | w | W15 |

| N29 | D58 | V28 | w | W15 |

| HASH | D58 | V28 |

| HASH | D58 | V28 |

| HASH | D58 | V28 |

| HASH | D58 | V28 |

| HASH | D58 | V28 |

| HASH | D58 | V28 |

| HASH | D58 | V28 |

| HASH | D58 | V28 |

## Titolatura
| G5 |

| G5 |

| q | D36 |

| q | D36 |

| q | D36 |

| q | D36 |

| q | D36 |

| q | D36 |

| q | D36 |

| q | D36 |

| G16 |

| G16 |

| q | D36 |

| q | D36 |

| T22 · n |

| T22 · n |

| G8 |

| G8 |

|  |

| M23 · X1 | L2 · X1 |

| M23 · X1 | L2 · X1 |

| N29 | D58 | V28 |

| N29 | D58 | V28 |

| N29 | D58 | V28 |

| N29 | D58 | V28 |

| N29 | D58 | V28 |

| N29 | D58 | V28 |

| N29 | D58 | V28 |

| N29 | D58 | V28 |

| G39 | N5 |

| G39 | N5 |

|                   | \| \| \| Non ancora in uso \| \| \| |
|                   |                                     |
| Non ancora in uso |                                     |
|                   |                                     |

|                   |
| Non ancora in uso |
|                   |

## Altre datazioni
| Autore           | datazione             |
| ---------------- | --------------------- |
| Grimal           | 2960 a.C. - 2926 a.C. |
| Krauss/Schneider | 2870 a.C. - 2850 a.C. |
| von Beckerath    | 2853 a.C.-2828 a.C.   |
| Malek            | 2818 a.C. - 2793 a.C. |